# Nord-Norge
Nord-Norge o Nord-Noreg (en noruec, Noruega del Nord o Noruega Septentrional) és el nom de la regió geogràfica de Noruega situada més al nord. Comprén tres comtats (fylke): Nordland, Troms i Finnmark.
Algunes de les majors ciutats de Nord-Norge (de sud a nord) són: Mo i Rana, Bodø, Narvik, Harstad, Tromsø, Alta i Hammerfest.
El 2002, Nord-Norge tenia 462.908 habitants.